# Коэн, Моррис Рафаэль
Моррис Рафаэль Коэн (англ. Morris Raphael Cohen; 25.07.1880, Минск — 28.01.1947, Нью-Йорк) — американский философ
 и теоретик права.
Семья Коэнов иммигрировала в США в 1892 году в Нью-Йорк, где его родители принимали активное участие в рабочем движении.
Окончил с золотой медалью среднюю школу и нью-йоркский Сити-колледж (1900), где затем начал преподавать математику (1902—1904). Получил магистерскую степень в 1904 году в Колумбийском университете. Степень доктора философии получил в 1906 году в Гарвардском университете, где его учителями были американские философы У. Джеймс и Дж. Ройс.
В 1912—1938 годах был профессором философии в Сити-колледже, в 1938—1941 годах — в Чикагском университете.
Также вёл курсы в Новой школе социальных исследований (Нью-Йорк), читал лекции по философии в Колумбийском, Корнеллском, Гарвардском, Стэнфордском, Университете Джонса Хопкинса, Йельском и других университетах.
В 1928 году был избран президентом Американской философской ассоциации. В 1933 году основал Конференцию по еврейским связям. В 1939 году основал орган еврейских социальных исследований «Джуиш соушл стадиз».
Бертран Рассел считал его наиболее значительным философом Соединённых Штатов.
Его сын Феликс Коэн (1907—1953) был также философом права.
Одним из учеников был Э. Нагель.